# Make Mine Laughs
Pour plus de détails, voir Fiche technique et Distribution.
Make Mine Laughs est un film américain réalisé par Richard Fleischer, sorti en 1949.

## Fiche technique
- Titre : Make Mine Laughs
- Réalisation : Richard Fleischer
- Scénario : Hal Yates
- Musique : Roy Webb
- Société de production : RKO Pictures
- Pays d'origine : États-Unis
- Format : Noir et blanc - 1,37:1 - Mono
- Date de sortie : 1949